# وقت أصلي
وقت أصلي هو الوقت التي تمنح الرياضة إلى المباراة واللَّاعبين.
حيث ينقسم إلى شوطين، و ربع ساعة من الاستراحة، كل شوط 45 دقيقة، وعند نهاية المباراة يزيد الحكم الوقت الإضافي.

## تحديد الوقت
من عام 1863 إلى عام 1897 - يحدد الفريقان وينتفقا على الوقت الذي تستغرقه المباراة.
في عام 1897 حدد وقت المباراة ليكون ساعة ونصف على شوطين متساويين.
في عام 1903 نص على أن يضاف بدل الوقت الضائع إلى وقت المباراة الأصلي.
في عام 1906 نص على انه في حالة تعادل الفريقين يلعبان وقتاً اضافيا مدته نصف ساعة على شوطين متساويين, وفي حالة التعادل مرة أخرى يستمر الفريقان في اللعب حتى يسجل احدهما هدف الفوز ثم نتنهي المباراة.
في عام 1909 نص على ان إضافة بدل الوقت الضائع بسبب اصابة اللاعبين.
في عام 1925 أصبح الفريقان يلعبان وقتاً اضافياً مدته نصف ساعة على شوطين, وفي حالة تعادلهما يلعبنا وقتاً اضافياً لمدة 30 دقيقة أيضا, ولكن إذا سجل أحد الفريقين هدفاً تنتهي المباراة أما إذا تعادل الفريقان للمرة الثالثة فان المباراة تعاد من جديد في موعد آخر.
ضربات الترجيح :  – الحكم سوف يقوم بإجراء قرعة بواسطة عملة معدنية لتحديد المرمى الذي سيتم التصويب عليه، كما سيتم إجراء قرعة أخرى لتحديد الفريق صاحب التصويبة الأولى. – يمكن تغيير حارس المرمى في أي وقت أثناء ركلات الترجيح. – بإمكان أي لاعب المشاركة في ركلات الترجيح، حتى وإن كان خارج الملعب أثناء نهاية وقت المباراة وقبل تنفيذ الركلات. – يجب أن يكون عدد لاعبي كل فريق مساوِ للفريق الآخر قبل وأثناء تنفيذ الركلات. – الحكم ليس مطالباً بمعرفة أسماء أو أرقام اللاعبين الذين سيقومون بتسديد الركلات. – الركلة تنتهي عندما تتوقف الكرة تماماً عن الحركة.  – لا يمكن تأخير الركلة إذا كان اللاعب خارج الملعب، وإذا لم يبدأ في تنفيذها خلال الوقت المحدد فإن الركلة تعتبر مهدرة.